# Peter Kinzing
Peter Kinzing, né le 21 décembre 1745 à Neuwied et mort en janvier 1816 à Mannheim, est un horloger allemand.
Originaire de Neuwied, près de Coblence en comté de Wied-Neuwied, il y travailla avec le maitre ébéniste David Roentgen, qui y avait son atelier, fournissant les horloges mais aussi les autres mécanismes complexes des meubles fabriqués par ce dernier. Fournisseur de la cour de France, Kinzing reçut le titre d'Horloger de la Reine Marie-Antoinette, pour laquelle il fabrique notamment la Joueuse de tympanon.